# Sonchus arvensis
Sonchus arvensis, comúnmente llamada cerraja o cardincha,  es una especie de planta herbácea del género Sonchus en la familia Asteraceae.

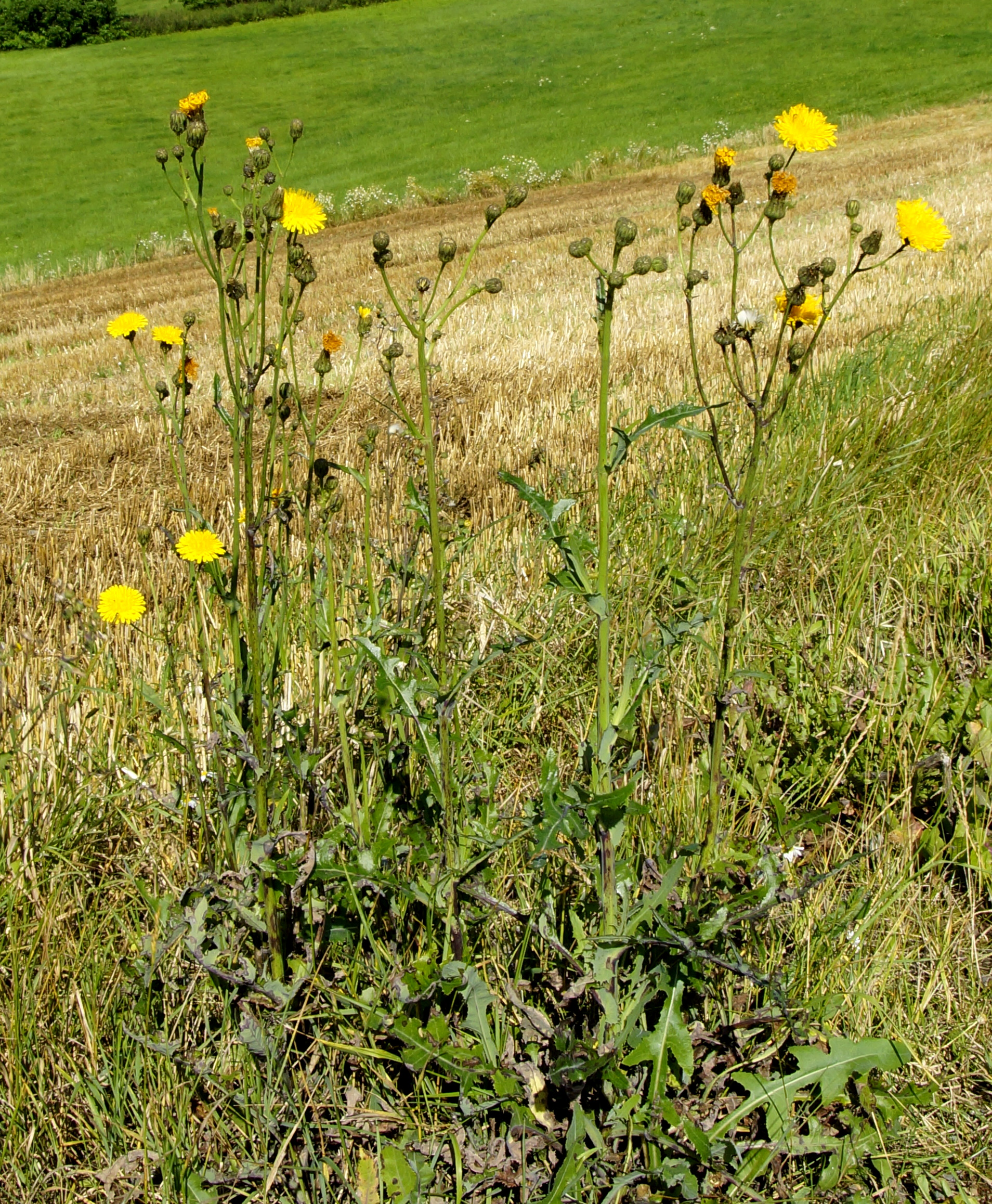
Vista general

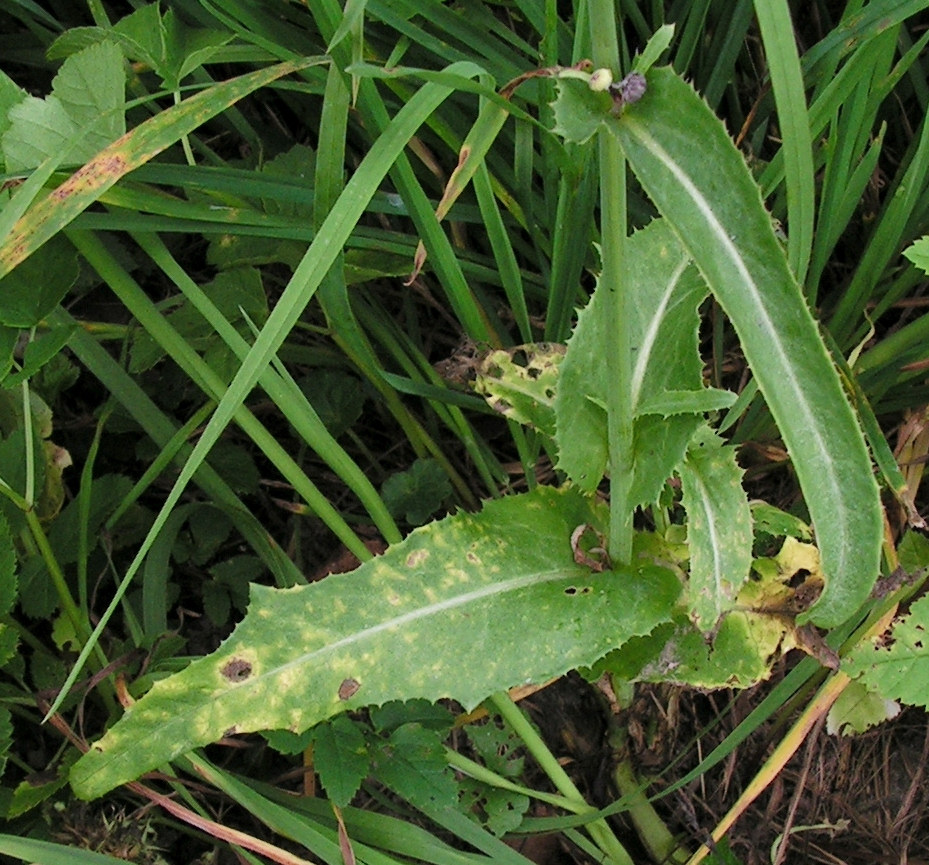
Hojas caulinares auriculadas

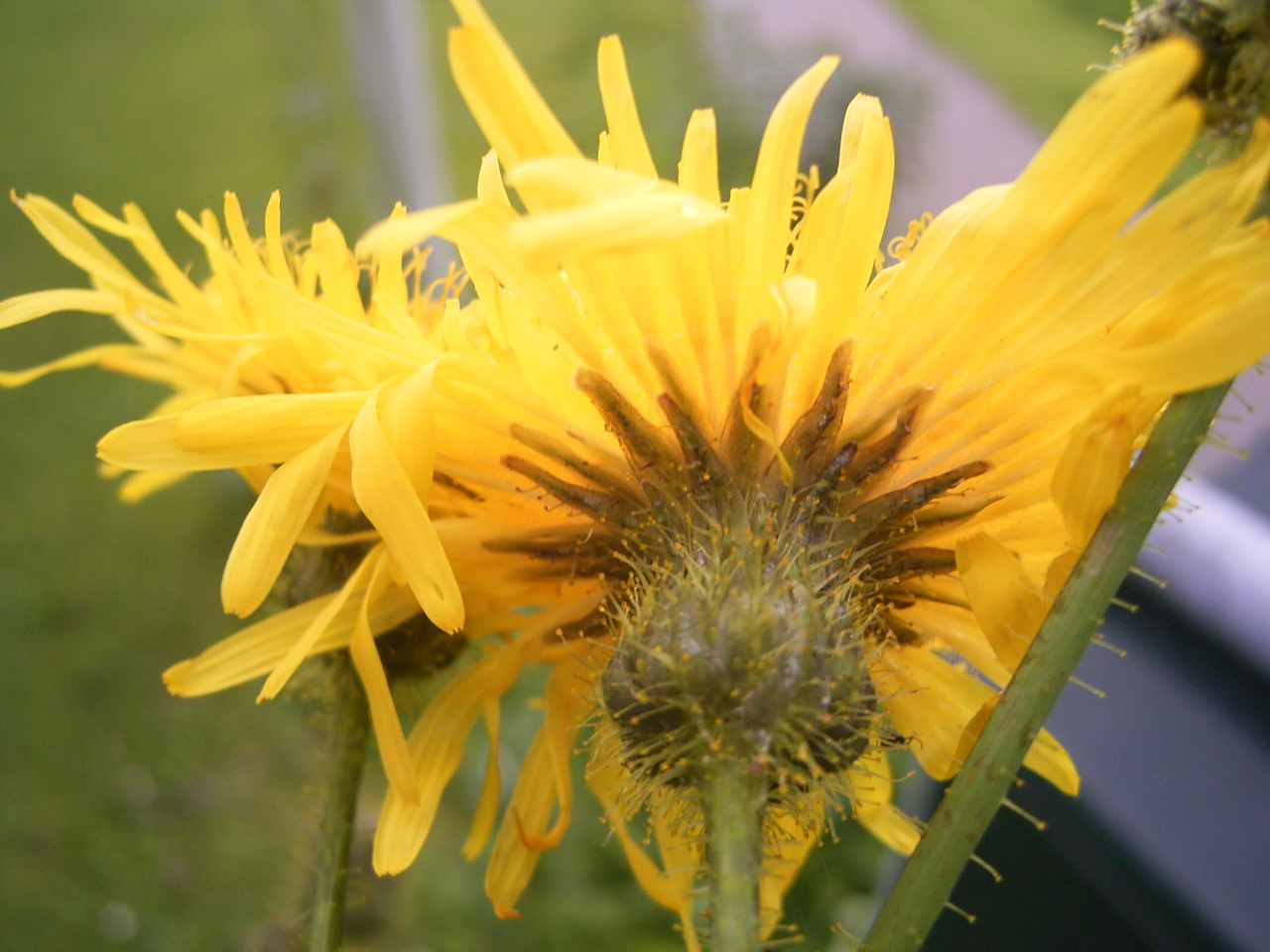
Detalle del involucro glanduloso

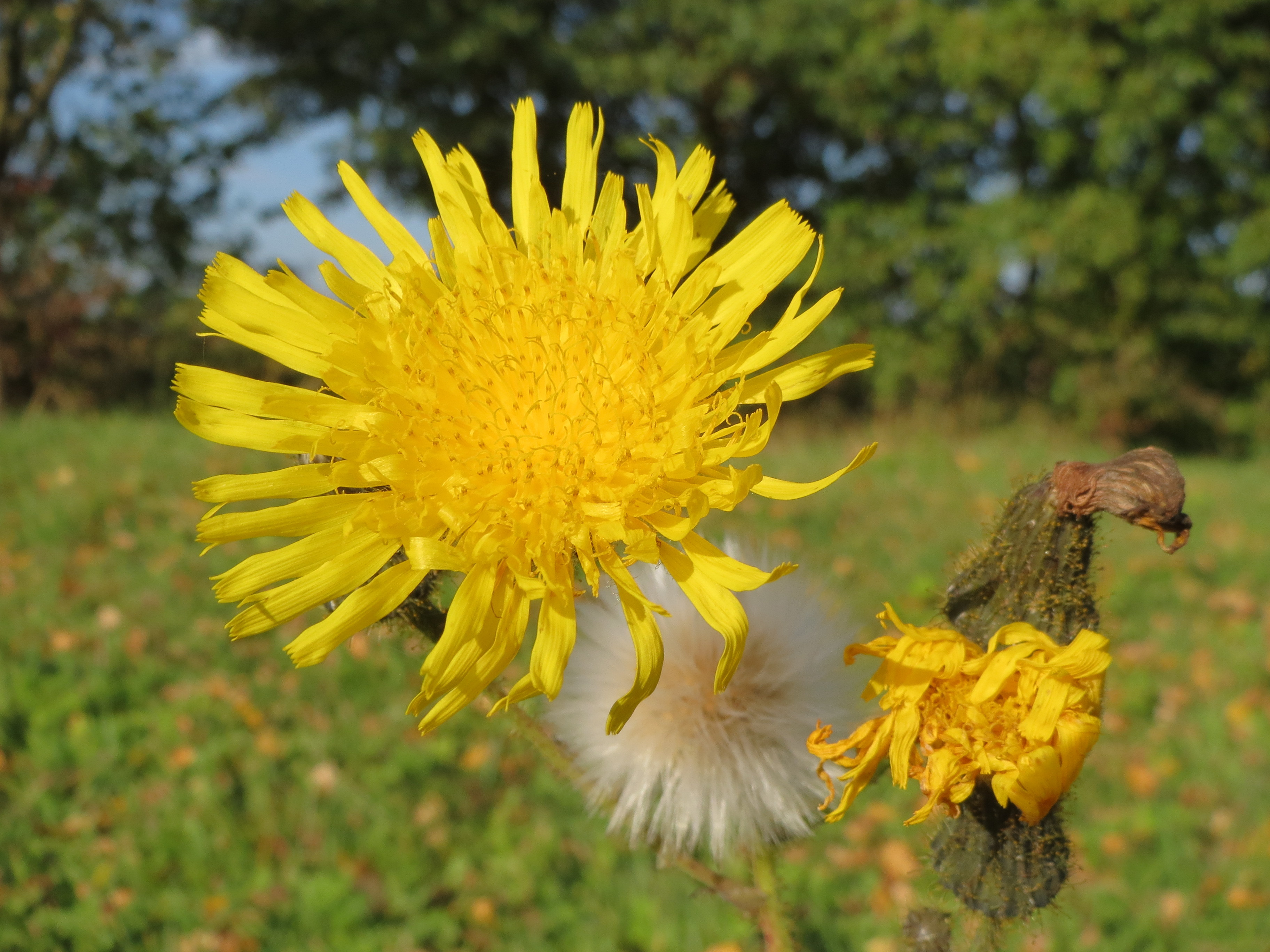
Capítulos en diversos estados de desarrollo

## Descripción
Es una planta herbácea perenne, rizomatosa o estolonifera, que puede llegar a medir unos 2 m de altura con un tallo robusto, eventualmente algo leñoso. Las hoja basales son generalmente organizadas en una roseta basal y las caulinares son abrazadoras con aurículas agudas o rondeadas, oblongas a lanceoladas, irregularmente lobuladas o pinnatisectas con márgenes más o menos espeinosos, de hasta 40 cm de largo. Los capítulos, de unos 2,5-4,5 cm de diámetro en la antesis, tienen los pedúnculos y las brácteas del involucro habitualmente densamente peloso-glandulares (con las glándulas apicales de color amarillo). Las ligulas  son de color amarillo brillante a amarillo anaranjado. Las cipselas son pardas, de contorno oblanceolado a elipsoide, de unos 2,5-3,5 mm de largo, finamente rugosas o tuberculadas, con 4-8 costillas en cada lado. Están coronadas por un vilano de finos pelos blancos de 8-15 mm de largo.

## Distribución y hábitat
Es una especie nativa de zonas templadas de Europa occidental y central, introducida en las Américas, Australia y Nueva Zelanda.

## Taxonomía
Sonchus arvensis fue descrito por Carlos Linneo y publicado en Species Plantarum, vol. 2, p. 793, 1753.
Etimología
- Sonchus: latinización del griego σόγχος, que era el entonces nombre de dichas plantas. Evocado en Plinio el Viejo en su Historia Naturalis (22, 88).[4]
- arvensis: derivado del latín arvum, -i, campo, cultivo, o sea "de campo, de cultivo".[4][5]

Taxones infraespecíficos aceptados
- Sonchus arvensis subsp. humilis (N.I.Orlova) Tzvelev
- Sonchus arvensis subsp. uliginosus (M.Bieb.) Nyman[3]

Sinonimia
- Hieracium arvense (L.) Scop.
- Sonchoseris arvensis Fourr.
- Sonchoseris decora Fourr.
- Sonchus decorus Castagne
- Sonchus arvensis var. shumovichii B.Boivin
- Sonchus arvensis var. tenggerensis Hochr.
- Sonchus exaltatus Wallr.
- Sonchus glandulosus Schur, nom. inval.
- Sonchus hantoniensis Sweet
- Sonchus hispidus Gilib., nom. inval.
- Sonchus humilis N.I.Orlova
- Sonchus laevissimus Schur
- Sonchus nitidus Vill.
- Sonchus pratensis Schur, nom. inval.
- Sonchus repens Bubani, nom. illeg.
- Sonchus vulgaris Rouy
- Sonchus vulgaris subsp. arvensis (L.) Rouy[3]

## Citología
Número de cromosomas: 2n = 18, 36, 54.

## Nombre común
- Castellano: cardincha (2), cardo mantequero, cerraja (3), cerraja rastrera, cerrajilla, chicoyas, gardubera, garduguera, garduncha, hieracio, hieracio grande, hieracio mayor, hierba del sacre, lecherina, lechocino, lechuguilla, terrao, yerba de gavilán, yerba del sacre. Las cifras entre paréntesis indican la frecuencia del uso del vocablo en España.[8]